# In Dreams (musikalbum)
In Dreams är ett album av Roy Orbison, utgivet i juli 1963 på skivbolaget Monument Records. Albumet är producerat av Fred Foster.
Albumet nådde Billboardlistans 35:e plats och 6:e plats på UK Albums Chart.

## Låtlista
Singelplacering i Billboard inom parentes. "UK" = placering på brittiska listan.
1. "In Dreams" (Roy Orbison) (#7, UK# 6)
2. "Lonely Wine" (Roy Wells)
3. "Shahdaroba" (Cindy Walker)
4. "No One Will Ever Know" (Mel Foree/Fred Rose)
5. "Sunset" (Roy Orbison/Joe Melson)
6. "House Without Windows" (Fred Tobias/Lee Pockriss)
7. "Dream" (Johnny Mercer)
8. "Blue Bayou" (Roy Orbison/Joe Melson) (#29, UK# 3)
9. "(They Call You) Gigolette" (Roy Orbison/Joe Melson)
10. "All I Have To Do Is Dream" (Boudleaux Bryant)
11. "Beautiful Dreamer" (Stephen Foster)
12. "My Prayer" (Jimmy Kennedy/George Boulanger)